# Michael Wenzel Młodszy von Althann
Michael Wenzel Młodszy von Althann (ur. 29 czerwca 1668, zm. 25 lipca 1738 w Wiedniu) – austriacki arystokrata z rodu Althannów, właściciel dóbr ziemskich w południowej części hrabstwa kłodzkiego.

## Życiorys
Urodził się w 1668 roku jako najstarszy syn Michaela Wenzela von Althanna i jego żony Anny Marii Elżbiety von Aspremont. Po śmierci ojca w 1686 roku odziedziczył tytuły rodowe: grafa von Althann oraz wolnego pana (Freiherr) na Goldpurg zu Murstetten. Z tytułami tymi związane były posiadłości alodialne na zamku Szczerba i majorat w Międzylesiu.
Należał do bliskich współpracowników cesarza Karola VI Habsburga, który powołał go w 1718 roku w skład tajnej rady, a następnie w 1722 roku ministerialnej rady do spraw finansowych. Po bezpotomnej śmierci swojego młodszego brata, kardynała Michaela Friedricha w 1734 roku odziedziczył tzw. klucz stroński.
Był żonaty trzykrotnie: pierwszy związek małżeński z Marią Josephą Reichsgräfin von Paar (zm. 1707), poślubioną w 1690 r. Po jej śmierci ożenił się w 1709 roku z Julianą Theresią von Drugeth (zm. 1726), a następnie trzy lata po jej śmierci z Aloysią Theresią von Dietrichstein (zm. 1783). Ze wszystkich tych związków małżeńskich pozostawił synów:
- Michaela Emanuela (1691–1749)
- Michaela Philippa Josepha (1698–1734)
- Michaela Kajetana (1707–1733)
- Michaela Josepha (1730–1754)
- Michaela Franza Xaviera (1732-1732)

Zmarł w 1738 roku w Wiedniu i zgodnie ze swoim testamentem przekazał dobra allodialne na zamku Szczerba swojej trzeciej żonie, Aloysii Theresii von Dietrichstein, a resztę majątku wraz z majoratem najstarszemu synowi – Michaelowie Emanuelowi.